# Vườn quốc gia Khao Sok
Vườn quốc gia Khao Sok (Thai: เขาสก) là vườn quốc gia tọa lạc tại  Tỉnh Surat Thani của Thái Lan. Diện tích đất của vườn quốc gia này là: 739 km² và bao gồm hồ chứa nước Chiao Lan được ngăn bởi đập Ratchaprapha. Vườn quốc gia này bao gồm khu vực rừng nguyên sinh lớn nhất miền nam Thái Lan và là một phần còn sót lại của rừng mưa nhiệt đới xưa hơn và đa dạng hơn rừng mưa Amazon.
Có lẽ khu vườn này nổi tiếng nhất với loại hoa Bua Phut (Rafflesia kerrii) sống trong khu vực vườn. Ngoài hệ thực vật kỳ lạ ra, vườn quốc gia này còn là nơi sinh sống của nhiều loài động vật, bao gồm vượn và mang (barking deer).
Đập Ratchaprapha cao 94 mét được xây năm 1982 tại sông Khlong Saeng, một nhánh sông của sông Phum Duang.